# Koeszewo
Koeszewo (mac. Кошево) – wieś w gminie miejskiej Sztip w środkowej Macedonii Północnej.

## Demografia
Według spisu ludności z 2002 we wsi Koeszewo mieszkało 5 mieszkańców.

### Rasy i pochodzenie
Według wyżej wspomnianych danych we wsi Koeszewo mieszkało 5 Macedończyków.